# Fiefs
Fiefs és un municipi francès situat al departament del Pas de Calais i a la regió dels Alts de França. L'any 2007 tenia 376 habitants.

## Demografia

### Població
El 2007 la població de fet de Fiefs era de 376 persones. Hi havia 130 famílies de les quals 20 eren unipersonals (4 homes vivint sols i 16 dones vivint soles), 51 parelles sense fills, 55 parelles amb fills i 4 famílies monoparentals amb fills.
La població ha evolucionat segons el següent gràfic:
Habitants censats

### Habitatges
El 2007 hi havia 149 habitatges, 130 eren l'habitatge principal de la família, 9 eren segones residències i 11 estaven desocupats. 146 eren cases i 1 era un apartament. Dels 130 habitatges principals, 100 estaven ocupats pels seus propietaris, 28 estaven llogats i ocupats pels llogaters i 2 estaven cedits a títol gratuït; 1 tenia dues cambres, 5 en tenien tres, 25 en tenien quatre i 99 en tenien cinc o més. 125 habitatges disposaven pel capbaix d'una plaça de pàrquing. A 42 habitatges hi havia un automòbil i a 74 n'hi havia dos o més.

### Piràmide de població
La piràmide de població per edats i sexe el 2009 era:
| Homes | Edats   | Dones |
| ----- | ------- | ----- |
| 0     | 95 o +  | 0     |
| 0     | 90 a 94 | 0     |
| 4     | 85 a 89 | 4     |
| 0     | 80 a 84 | 0     |
| 12    | 75 a 79 | 20    |
| 8     | 70 a 74 | 4     |
| 20    | 65 a 69 | 12    |
| 8     | 60 a 64 | 0     |
| 4     | 55 a 59 | 12    |
| 16    | 50 a 54 | 12    |
| 8     | 45 a 49 | 4     |
| 8     | 40 a 44 | 16    |
| 16    | 35 a 39 | 12    |
| 4     | 30 a 34 | 4     |
| 8     | 25 a 29 | 4     |
| 0     | 20 a 24 | 12    |
| 28    | 15 a 19 | 12    |
| 4     | 10 a 14 | 8     |
| 8     | 5 a 9   | 4     |
| 4     | 0 a 4   | 8     |

## Economia
El 2007 la població en edat de treballar era de 216 persones, 158 eren actives i 58 eren inactives. De les 158 persones actives 139 estaven ocupades (81 homes i 58 dones) i 19 estaven aturades (9 homes i 10 dones). De les 58 persones inactives 20 estaven jubilades, 13 estaven estudiant i 25 estaven classificades com a «altres inactius».

### Ingressos
El 2009 a Fiefs hi havia 135 unitats fiscals que integraven 383,5 persones, la mediana anual d'ingressos fiscals per persona era de 13.321 €.

### Activitats econòmiques
Dels 13 establiments que hi havia el 2007, 2 eren d'empreses extractives, 3 d'empreses de construcció, 2 d'empreses de comerç i reparació d'automòbils, 1 d'una empresa d'hostatgeria i restauració, 1 d'una empresa d'informació i comunicació, 3 d'empreses de serveis i 1 d'una empresa classificada com a «altres activitats de serveis».
Dels 4 establiments de servei als particulars que hi havia el 2009, 1 era una fusteria, 1 lampisteria, 1 perruqueria i 1 restaurant.
L'any 2000 a Fiefs hi havia 24 explotacions agrícoles que ocupaven un total de 1.241 hectàrees.

## Equipaments sanitaris i escolars
El 2009 hi havia una escola elemental integrada dins d'un grup escolar amb les comunes properes formant una escola dispersa.

## Poblacions més properes
El següent diagrama mostra les poblacions més properes.